# نهر أسطون
نهر أسطون المعروف أيضا بنهر الخريبة ينبع من نبع الشوح وعدة ينابيع أخرى على سفح جبال القموعة في عكار العتيقة في منطفة عكار. 
و يمر في عدة بلدات خاصة في دير جنين والهد والسويسة وبلدة خريبة الجندي ولذلك يسمى أيضا نهر الخريبة. وقد اشتهر بالماضي بالثروة السمكية.